# Caroweelo
 (juillet 2018).
Caroweelo ou Araweelo ou en encore Ebla Awad, est une reine légendaire qui a régné sur la Corne de l'Afrique à une période non établie.

## Légende
À une époque non déterminée, Caroweelo prit le pouvoir et devint reine du territoire connu aujourd'hui comme la Somalie. Elle a un mari, Biiqi. Alors que les versions divergent, elles s'accordent sur le fait que cette reine pratiquait la castration sur les hommes dans le but de mettre fin aux guerres claniques,. De même, elle ordonnait à ces derniers d'effectuer des travaux impossibles et les exécutait s'ils refusaient — ou contestaient le pouvoir — alors que les autres hommes étaient réduits en esclavage. Caroweelo avaient deux fils, qu'elle castra et chargea de s'occuper de ses chamelles, et une fille. Cette dernière tomba enceinte et enfanta un fils,. Quand elle s'aperçut que Caroweelo prévoyait d'émasculer son fils elle s'enfuit avec Biiqi, son père. Ce dernier échappe ainsi à tous les pièges de la reine et entraîna son petit-fils pour pouvoir mettre un fin au règne de Caroweelo,. Il réussit à tuer la reine lors d'une rencontre. Par la suite, il traîna le corps de Caroweelo derrière sa monture pour montrer à tous les habitants que le règne de la reine était clos. Au passage du corps, les habitants lapidaient le cadavre et chaque fois qu'un membre se détachait, une montagne ou un cairn s'éleva.

## Analyse

### La légende
Enrico Cerulli vit lors de ses expéditions somaliennes que certaines coutumes donnaient de l'importance aux femmes, et que la société somalienne aurait pu être dans le passé une société matriarcale. Le changement de ce type de système à un système patriarcat a pu être fait avec la fin du règne de Caroweelo,.
Pour Abdirachid Ismail, la légende de Caroweelo s'inspire en fait d'une reine agew qui aurait régné sur l'Abyssinie au cours du Xe siècle, en se basant sur les propos d'Ibn Hawqal qui rapporta en 978 que l'Abyssinie était dirigée par une femme, celle qui avait tué le roi — s'accordant ainsi avec la légende. Toujours en accord avec la version d'Ibn Hawqal, la reine ferait partie des falashas, la définissant ainsi comme une reine juive,. L'étymologie du nom vient selon Ismail d'une contraction entre Caro (terre) et Weelo (Wello) soit la « terre de Wello » qui pourrait être le lieu d'origine de la reine, lui donnant ainsi une origine éthiopienne.
Aussi, le rapprochement avec d'autres personnages légendaires avec des traits semblables est fait par Ismail comme avec l'ogresse Buti qui aurait pu donner le nom à Djibouti. Jab signifiant en somali « battre un ennemi », Djibouti serait alors le lieu de la défaite de Caroweelo.

### Dans la culture
Le récit de Caroweelo est connu par les Oromos, Afars, Sidamas et Darasas. La « tombe » de Caroweelo est située dans le nord de la Somalie où les femmes déposent des fleurs tandis que les hommes y jettent des pierres. Plusieurs auteurs ont narré la légende de Caroweelo dont Omar Osman Rabeh dans Le cercle et Ia spirale ainsi que Margaret Laurence dans A Tree for Poverty.

### Dans la société
L'histoire de Caroweelo est citée comme étant une origine probable de la pratique de l'excision tantôt par le fait que la reine légendaire le faisait, tantôt comme une réponse aux castrations de la légende qui auraient pour but d'effacer toute rébellion.